# Valle de Alcalá
Vall de Alcalá (en valenciano y oficialmente, La Vall d'Alcalà) es un municipio de la Comunidad Valenciana, España. Situado en el noreste de la provincia de Alicante, en la subcomarca de los Valles de Pego (Marina Alta). Cuenta con una población de 175 habitantes (INE 2024).

## Geografía
Se accede a esta localidad por carretera, desde Alicante, a través de la N-332, tomando luego la CV-700 para acceder a Pego y enlazar con la CV-712.

### Barrios y pedanías
En el término municipal de Valle de Alcalá se encuentran los núcleos de población de Alcalá de la Jovada y Beniaya.

### Localidades limítrofes
Limita con los términos municipales de Benimasot, Planes, Tollos, Vall de Ebo y Vall de Gallinera.

## Historia

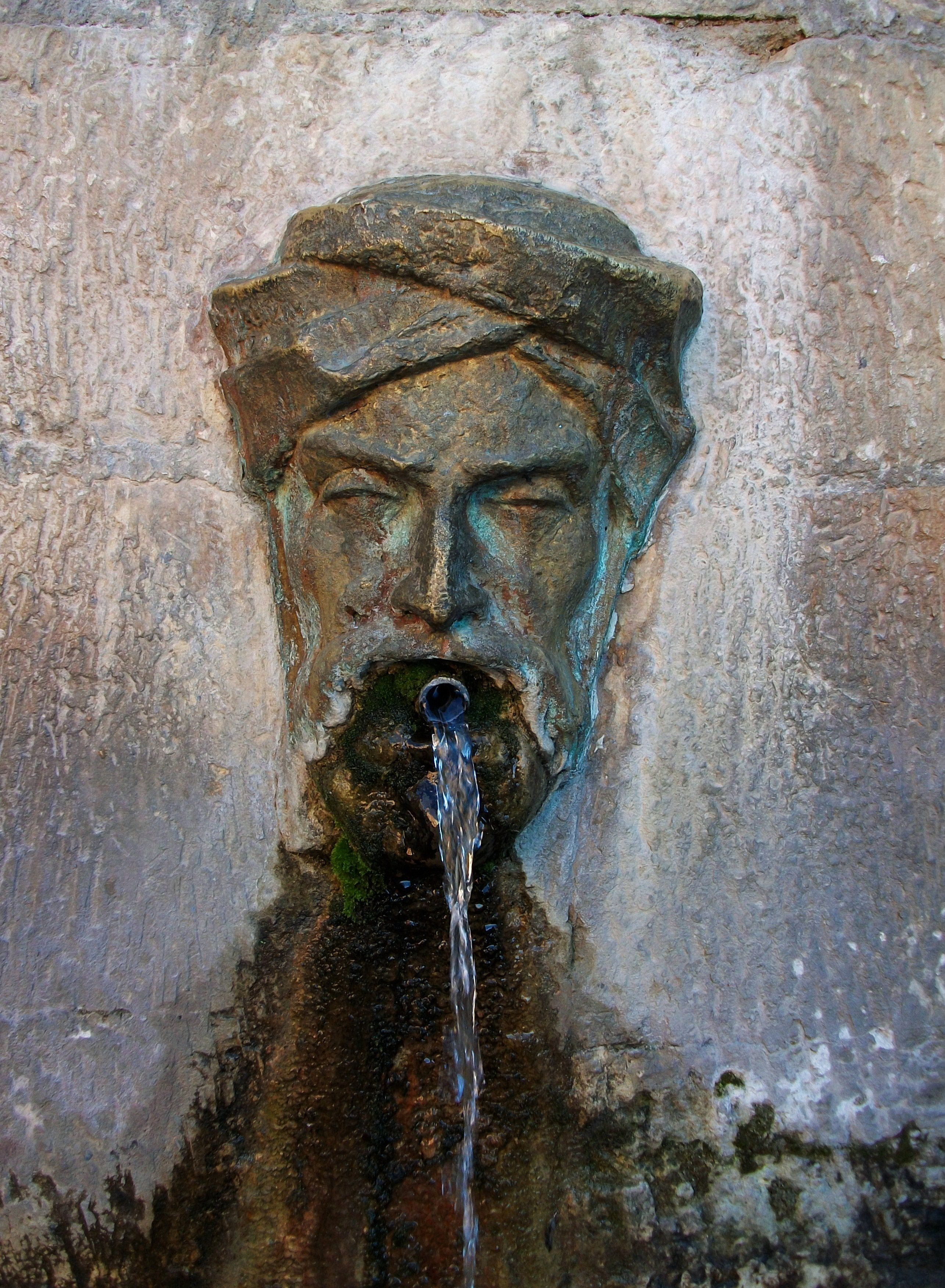
Fuente de Al-Azraq.

El Valle de Alcalá estuvo formado, en tiempos, por siete poblaciones, denominadas Alcalà de la Jovada, Beniaia, Criola, Benialí, Benijarco, La Roca y La Adsubia. En la actualidad sólo dos pertenecen al valle como entidad local: Alcalá de la Jovada y Beniaya.
El Valle de Alcalá tuvo importancia como capital del feudo del caudillo árabe Al-Azraq, el de los ojos azules, que combatió durante años a Jaime I de Aragón quien acabó desterrándolo. La inaccesibilidad del terreno hizo posible esta lucha desproporcionada. Todavía se recuerdan en Alcalá de la Jovada estos hechos con una fuente cuyo caño sale de la boca de una efigie del caudillo musulmán.

## Geografía humana

### Demografía
Cuenta con una población de 175 habitantes (INE 2024).
| Gráfica de evolución demográfica de Vall de Alcalá entre 1842 y 2021 |
| |
| Población de derecho según los censos de población del INE. Población de hecho según los censos de población del INE.En estos censos se denominaba Vall de Alcalá: 1842, 1857, 1860, 1877, 1887, 1897, 1900, 1910, 1920, 1930, 1940, 1950, 1960, 1970, 1981 y 1991. |

| Población | 571 | 642 | 532 | 551 | 516 | 504 | 402 | 305 | 171 | 167 | 181 | 167 | 179 | 191 | 167 |

## Política
| Periodo   | Nombre                   | Partido   |
| --------- | ------------------------ | --------- |
| 1979-1983 | Ismael Alcaraz Cortés    | UCD       |
| 1983-1987 | Antonio Bernabeu Boronat | PSPV-PSOE |
| 1987-1991 | Antonio Bernabeu Boronat | PSPV-PSOE |
| 1991-1995 | Antonio Bernabeu Boronat | PSPV-PSOE |
| 1995-1999 | Antonio Bernabeu Boronat | PSPV-PSOE |
| 1999-2003 | Antonio Bernabeu Boronat | PSPV-PSOE |
| 2003-2007 | Juan José Sendra Nadal   | PP        |
| 2007-2011 | Juan José Sendra Nadal   | PP        |
| 2011-2015 | Juan José Sendra Nadal   | PP        |
| 2015-2019 | Pablo Martínez Sarch     | PSOE      |
| 2019-2023 | Pablo Martínez Sarch     | PSOE      |

## Monumentos y lugares de interés
- Esfinge de Al-Azraq. De interés arquitectónico.
- Castillo-palacio de Al-Azraq.
- Poblados moriscos.

## Fiestas
- Fiestas Patronales y Moros y Cristianos. Se celebran en Alcalá de la Jovada durante la primera semana de agosto.
- Fiestas Patronales. Se celebran en Beniaya el último fin de semana de agosto.
- Fiestas de San Antonio. Se celebran en Alcalá de la Jovada el fin de semana más cercano al 17 de enero.
- Fiestas de la Virgen del Pilar. Se celebran en Alcalá de la Jovada el 12 de octubre.